# Altar de San Ambrosio
El altar de San Ambrosio (en italiano, altare di Sant'Ambrogio) es el altar principal de la basílica de San Ambrosio en Milán. Es la pieza principal de la restructuración que el obispo franco Angilberto II llevó a cabo en San Ambrosio. La antigua basílica, con su patrimonio de reliquias, es el lugar donde se manifiesta el programa político y religioso que guio la reorganización de la ciudad y del territorio por parte del obispo, representado por el poder carolingio. 

## Historia

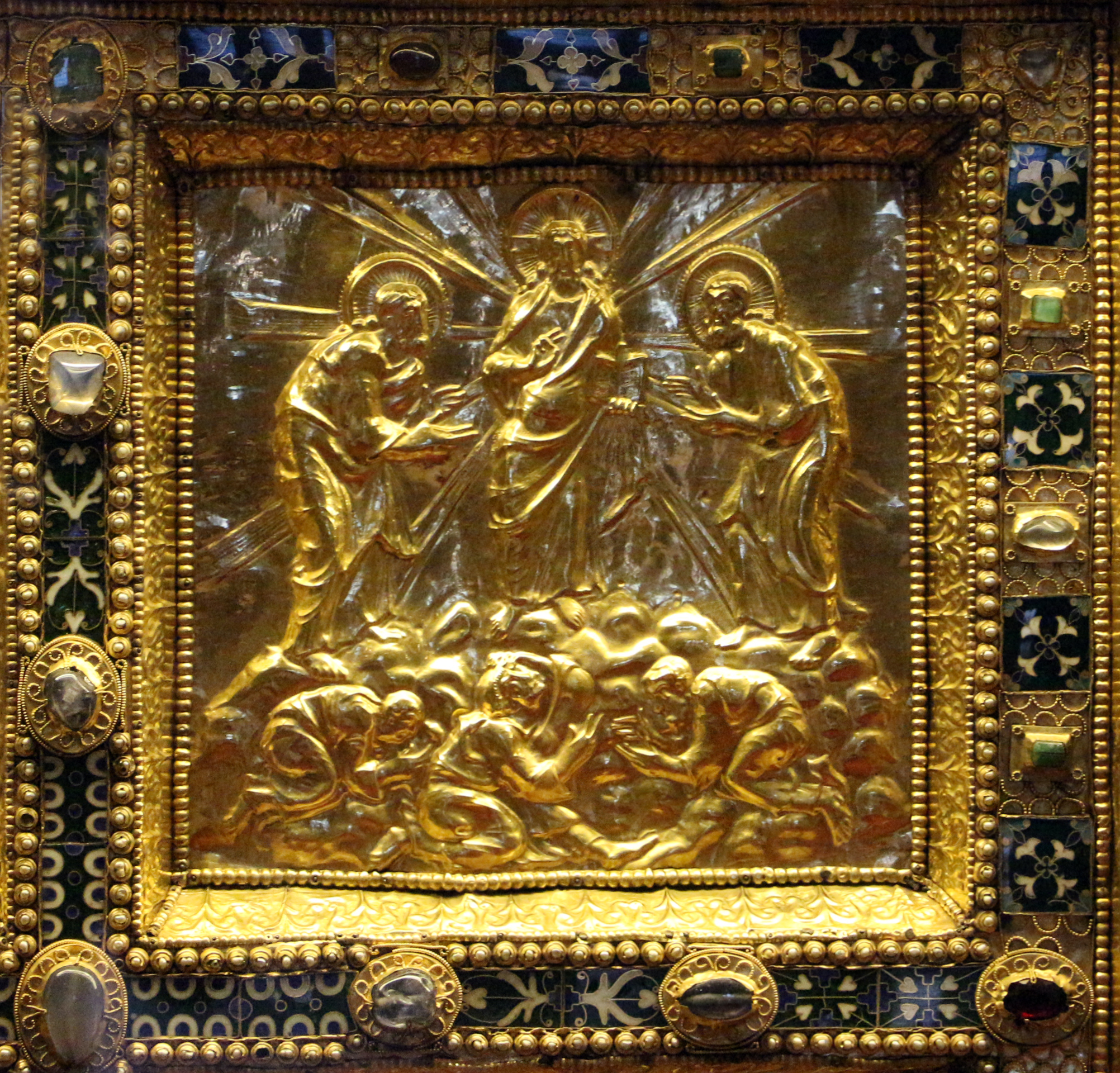
Maestro de las Historias de Cristo, Transfiguración

Fue realizado entre el año 824 y el 859 y está firmado por Vuolvinus (Vuolvino) magister phaber (llamado también Volvinio), por lo que a esta obra se la llama también Altar de Vuolvino. Es una auténtica obra de arte de la orfebrería de la época carolingia, y se realizó en madera a la que se han superpuesto planchas de oro y de plata dorada, piedras preciosas y esmaltes.
Ubicado bajo un ciborio paleocristiano al que Angilberto añadió cuatro tímpanos, debió representar un signo visible de la presencia de las reliquias de los santos Gervasio y Protasio y del mismo Ambrosio, colocadas debajo del altar mismo y aún visibles desde una pequeña ventana en la cripta.
Hoy está protegido por una carcasa transparente.

## Descripción

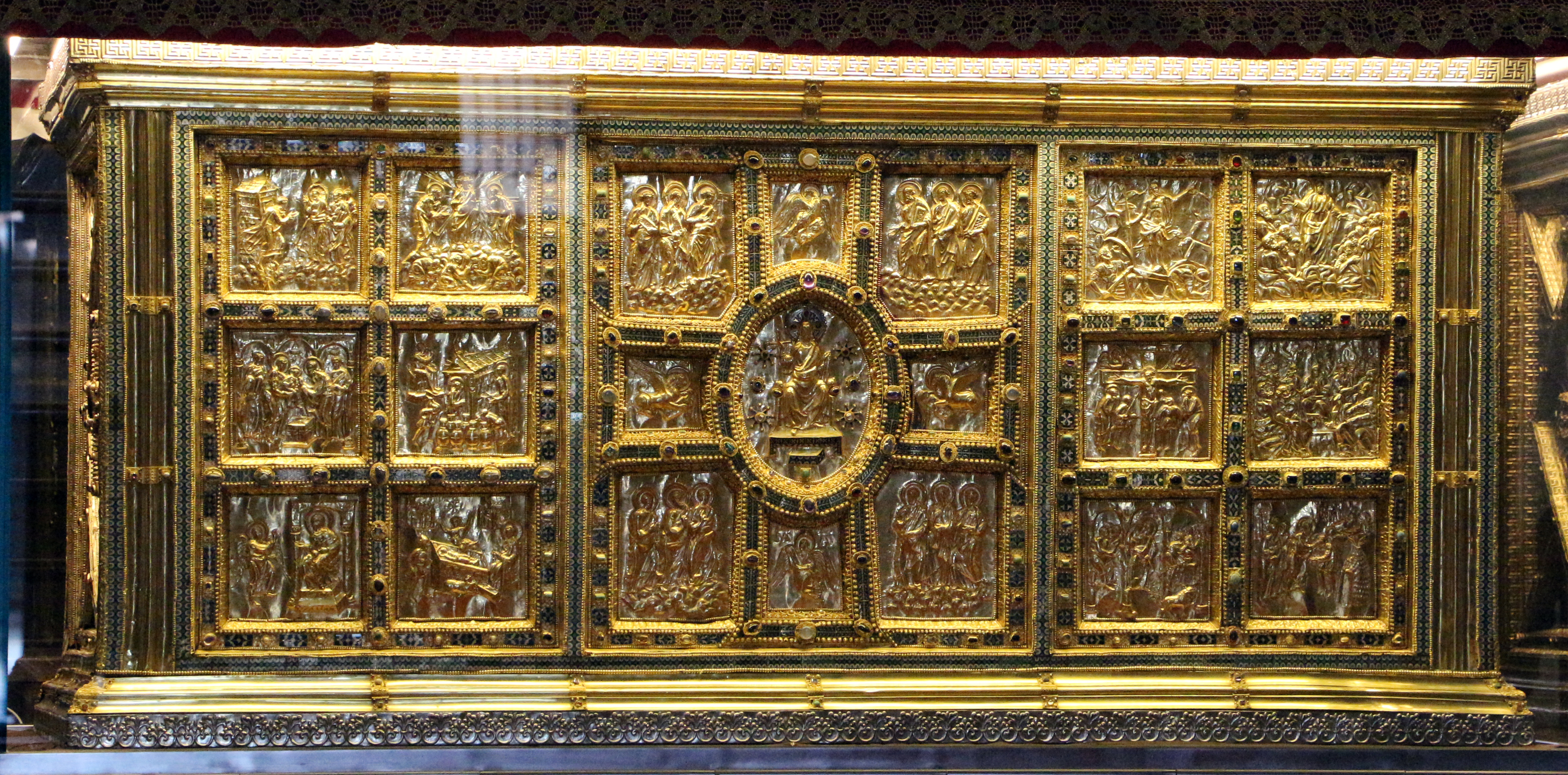
El lado anterior

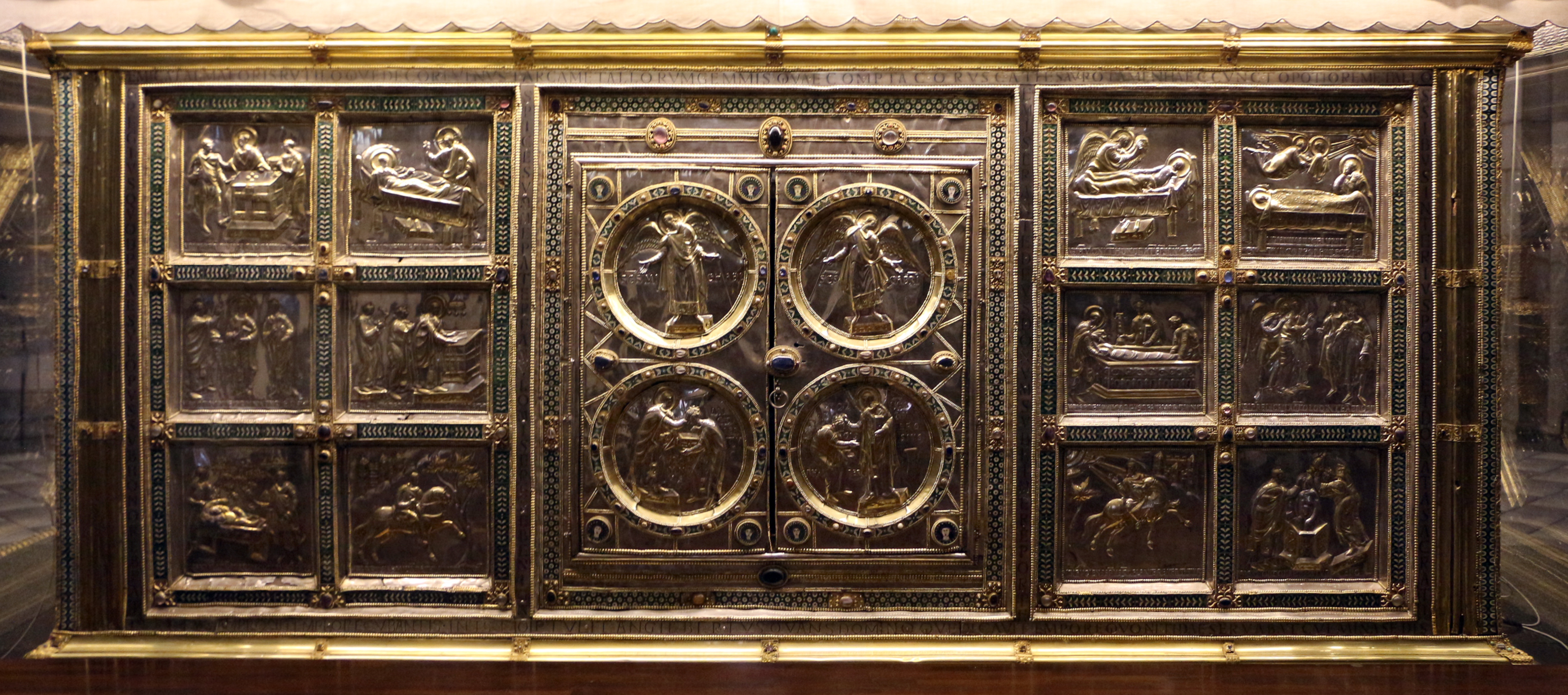
El lado posterior

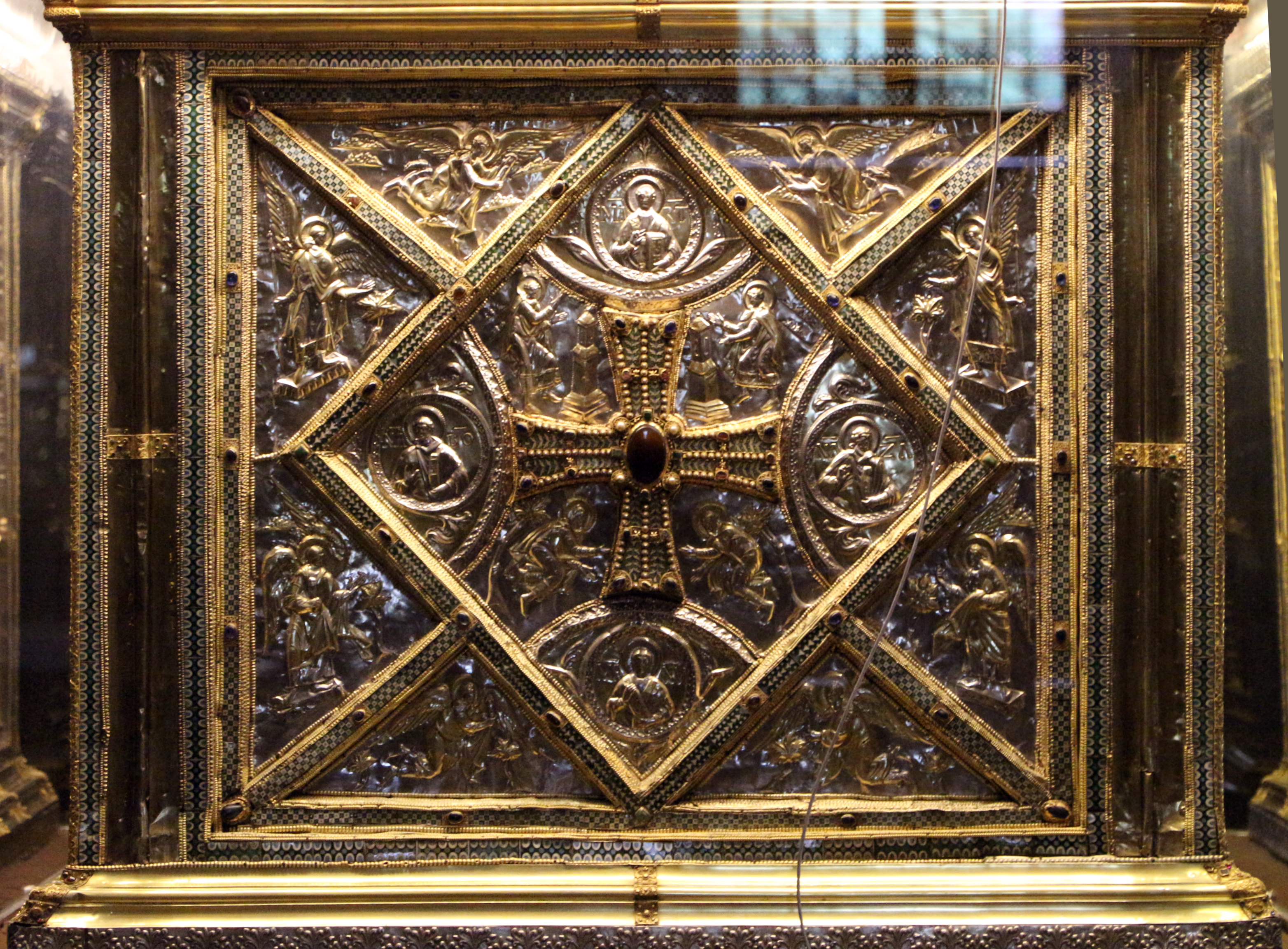
Lado izquierdo

La forma de gran paralelepípedo recordaba un cofre de sarcófago, pero no se proyectó para contener los restos de los santos. Las cuatro caras laterales están decoradas con paneles y a su vez divididos en historias más pequeñas.
Los episodios están separados por ricos marcos con motivos de filigrana y piedras engastadas, y también en otros lugares se encuentran dispersas una gran cantidad de gemas y placas policromadas en esmalte cloisonné. La técnica del relieve es la del gofrado.

### Anverso
El lado delantero, en oro, tiene en el centro tiene una cruz llamada clipeata, por la presencia en el centro de un óvalo que contiene al Cristo Pantocrátor en el trono. En correspondencia con los brazos está representado el tetramorfos, es decir los símbolos de los cuatro evangelistas (en lo alto el Águila de San Juan, a la izquierda el león de San Marcos, a la derecha el buey de San Lucas y en la parte inferior, el ángel de Mateo); en los cuatro paneles del ángulo están representados en grupos los apóstoles en grupos de tres.
Los dos paneles laterales tienen seis paneles cada uno. Se representan episodios de la Vida de Cristo, con una disposición de las escenas que comienza en el lado izquierdo, en la esquina externa inferior y continúa en una columna hacia la parte superior, para luego continuar en la parte inferior en la columna siguiente. Luego, la lectura continúa en el lado opuesto, siempre comenzando desde el exterior, para transmitir al observador hacia la cruz en el centro, símbolo de Salvación.

### Lado posterior
El lado posterior presenta la misma tripartición, pero en el centro hay dos puertas que cierran la ventanita (fenestrella confessionis), cada uno decorado por dos cercos con un arcángel (Miguel a la izquierda y Gabriel a la derecha) y una escena de homenaje: Ambrosio corona a Angilberto que le presenta el altar a la izquierda y Ambrosio que corona a Vuolvino «magister phaber», que lo venera a la derecha.
Los paneles laterales representan doce escenas con las Historias de San Ambrosio, pero esta vez la lectura procede, siempre partiendo de la parte baja, de izquierda a derecha saltando de un panel al otro y siguiendo en la fila superior a la derecha.

### Lados menores
Los dos lados más pequeños tienen un marco geométrico formado por una gran cruz gemmata (gemada) en el centro con clípeos en el extremo de los cuatro brazos y cerrados en un rombo; alrededor del rombo hay pequeños triángulos que enmarcan ángeles adoradores; en los vacíos que dejan los brazos de la cruz y los clípeos, las figuras de los santos postrados adoran la cruz, símbolo de la Consubstanciación de Cristo (tanto hombre como Dios) y de la lucha contra el arrianismo también tomada en algunas escenas de los paneles traseros (Conversión de un arriano, funerales de San Martín). Plaquitas de esmaltes polícromos y gemas (algunos originarios, otros posteriores) adornan los marcos.

## Perfil artístico

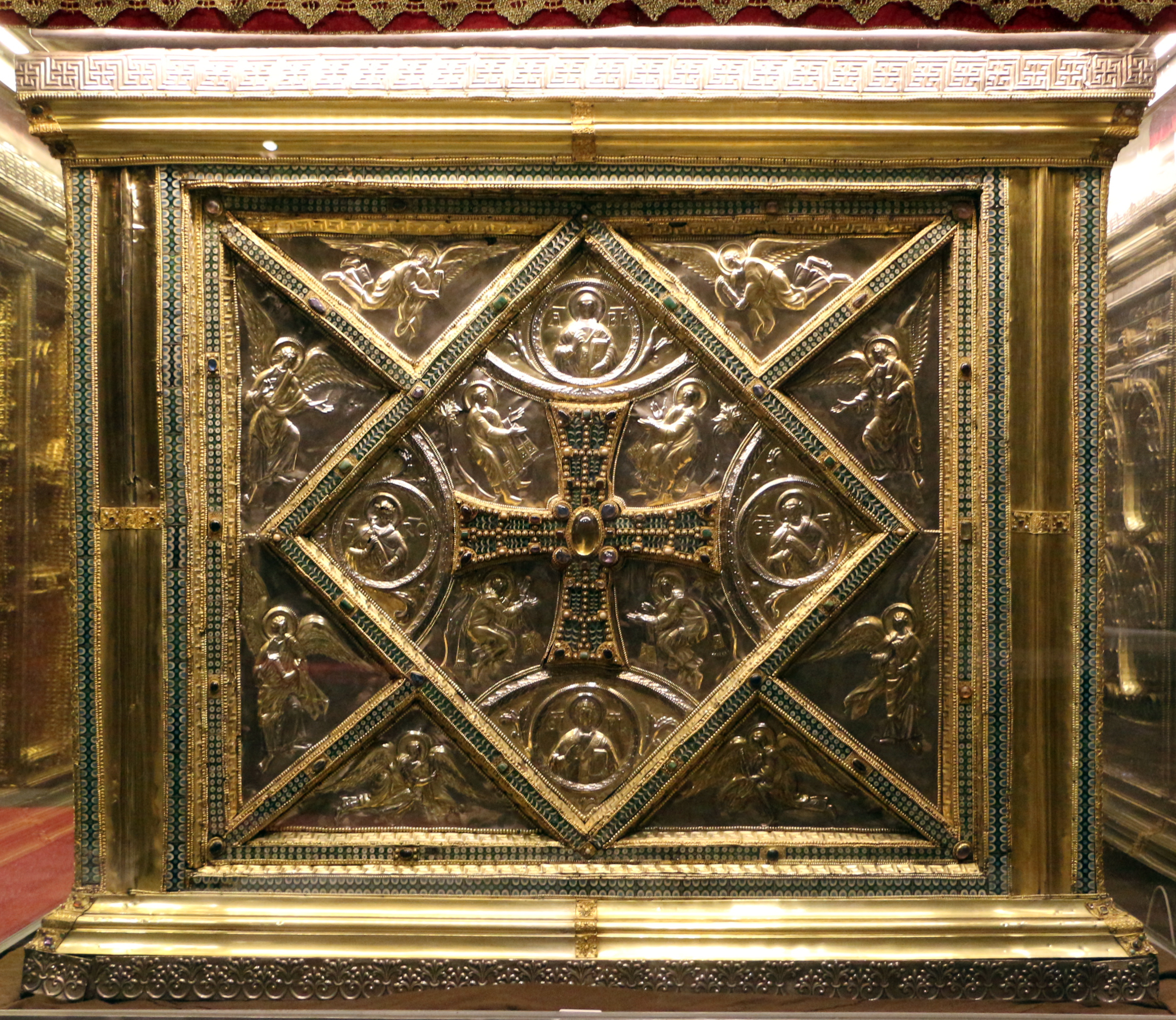
Lado derecho

### Maestros de las Historias de Cristo
El altar presenta una concepción unitaria, pero es cierto que en su ejecución intervinieron varias manos.
Los llamados Maestros de las Historias de Cristo eran probablemente lombardos, come se puede ver por la gran variedad de influencias que se pueden encontrar en los paneles en ese momento solo posible en esta región:
- Escenas organizadas con partituras complejas, como en los modelos de la Antigüedad tardía que también se encuentran en los frescos del monasterio de San Juan en Val Müstair;
- Arquitectura falsa, elementos paisajistas a vuelo de pájaro e imitación marcada como en los frescos de la cripta de San Germán de Auxerre;
- Animado sentido narrativo en las escenas, como en las miniaturas de la escuela de Reims;
- Elementos grotescos, rasgos distorsionados (como los de los mercaderes en la Cacciata), efectos naturalistas de las rocas o de los detalles (como la cabaña del ciego en la Curación), presentes en la miniatura que en aquella misma época se estaba haciendo en Constantinopla.

La narrativa generalmente se agota en cada panel, y es interesante notar que la elección de algunas escenas confirma la naturaleza humana y divina de Cristo, en oposición al arrianismo, según una lucha promovida en aquellos años por el propio Angilberto.

### Vuolvinus

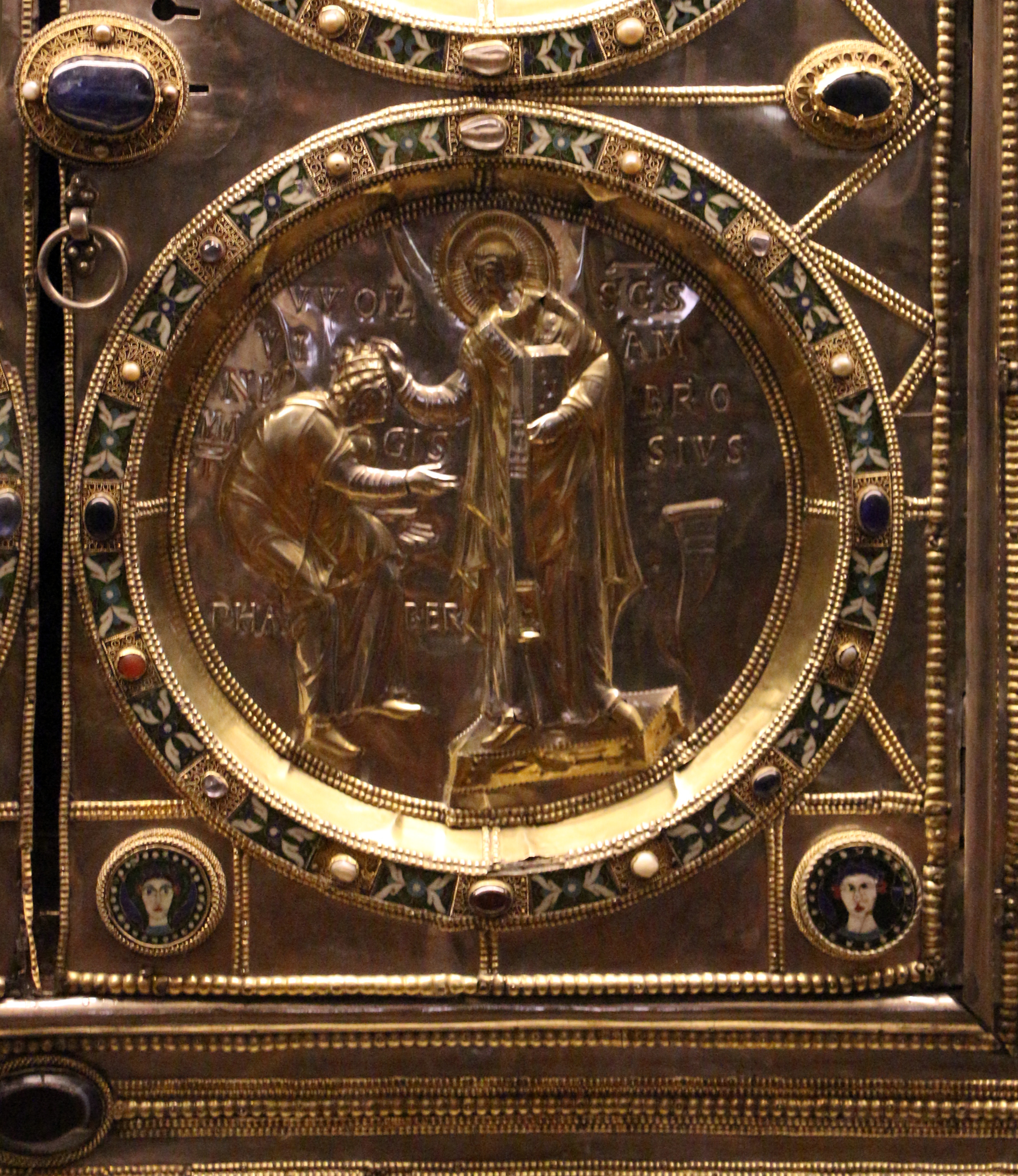
Ambrosio corona a Vuolvino como «magister phaber»

El estilo de la parte posterior, atribuida al mismo Vuolvinio (Vuolvinus), es más austero y esencial, con gestos elocuentes de las figuras, pero nunca dinámico. Las figuras también se destacan sobre el fondo neutro, con cuerpos plásticos y cortinas envolventes. Hay numerosas referencias entre escenas de diferentes paneles, que a diferencia de la parte frontal, crean una lectura más concatenada, como si fuera un solo relato.
Las escenas representadas por Vuolvinio a menudo eran inéditas, por lo que tuvo que inventar nuevos escenarios sin precedentes iconográficos definidos. Aquí también, más que en el frente, leemos algunos temas con reflejos puramente políticos e ideológicos deseados por Angilberto:
- La elección divina de Ambrosio y por lo tanto reflejo de la iglesia milanesa, en las escenas del milagro de las abejas, de Ambrosio recordado en Milán y de Cristo visitando al santo enfermo.
- La polémica anti-arriana, en las escenas de la Conversión de un arriano y de los Funerales de San Martín (San Martín de Tours es un santo que se dedicó enérgicamente a la lucha contra el arrianismo);
- La base del derecho del obispo a detentar el poder sobre la ciudad, con Ambrosio representado como el prototipo del missus dominicus de los emperadores carolingios.

Inusual es la representación del artesano en las puertecillas a un mismo nivel que el obispo, lo que acredita el gran prestigio y la dignidad que debía disfrutar como magister.
Otro aspecto digno de mención es la presencia, en el interior de los paneles, de elementos que pertenecían a la vida cotidiana del Santo, como sus zapatillas colocadas bajo su catre. Centro de cada panel también hay una leyenda en latín que cuenta brevemente lo que está sucediendo en la escena.

## La reliquias
El 13 de enero de 1864 la iglesia llevó a cabo un cuidadoso estudio de las zonas bajo el altar para verificar el estado de las reliquias de Gervasio, Protasio y Ambrosio. Encontraron dos nichos vacíos, uno grande, dedicado a los dos santos y uno más pequeño dedicado a los despojos de san Ambrosio, con una sola urna de pórfido.
El 8 de agosto de 1871 abrieron la urna: estaba casi completamente llena de agua muy clara, en la parte inferior estaban colocados tres esqueletos que se identificaron como Ambrosio, Gervasio y Protasio.
El 14 de mayo de 1874, las reliquias de los santos se depositaron en una urna nueva, más preciosa, en plata y cristal.